# Префектура Јамагучи
Јамагучи (Јапански:山口県; Yamaguchi-ken) је префектура у Јапану која се налази у региону Чугоку на острву Хоншу. Главни град је Јамагучи.